# Darren Hayes
Darren Stanley Hayes, né le 8 mai 1972 à Brisbane, est un auteur-compositeur-interprète australien.
Il est surtout connu pour sa participation au groupe Savage Garden, à qui l'on doit des tubes internationaux comme I Want You, To the Moon and Back, I Knew I Loved You, Truly Madly Deeply et The Animal Song. Il a aussi enregistré trois albums solo depuis 2002, Spin, puis The Tension and the Spark et dernièrement, This Delicate Thing We've Made, largement encensés par la critique anglophone.

## Biographie
Darren Stanley Hayes est né le 8 mai 1972 à Brisbane, en Australie. Il est le plus jeune de trois enfants. À 5 ans, il commençait déjà à chanter mais n'avait jamais cru pouvoir en faire son métier. Il voulait d'ailleurs être instituteur, jusqu'à ce qu'il rencontre Daniel Jones.
Il a tout de même joué dans certains spectacles musicaux de son lycée : Man of Steel en 1988, Bye Bye Birdie en 1989.
Hayes et Jones se rencontrent en janvier 1993 grâce à une publicité publiée par Jones dans un magazine musical local de Brisbane. Il était en effet à la recherche d'un chanteur pour son groupe Red Edge. Le courant passe tout de suite entre les deux hommes et Hayes devient vite le chanteur du groupe.
Peu de temps après, ils se lancent à deux dans une carrière musicale laissant le groupe derrière eux. Ils forment alors le groupe Savage Garden qui a pour chanteur/compositeur Darren Hayes et mélodiste/instrumentiste Daniel Jones. Ce groupe donna naissance à des tubes tels que Truly, Madly, Deeply ou To The Moon And Back, I Knew I Loved You.
Après plus de 20 millions d'albums vendus dans le monde, le duo se sépare. Daniel Jones voulant être réalisateur artistique, Darren Hayes décide alors de continuer sa carrière en solo. Très vite, il entame et sort en 2002 son premier album intitulé Spin. Succède ensuite The Tension And The Spark en 2004 et This Delicate Thing We've Made en 2007. En 2011 paraît Secret Codes and Battleships dont est notamment extrait le single Black Out The Sun.
Il fut marié par le passé à la maquilleuse Colby Taylor, une rencontre faite à l'université. Le couple se sépare en 1998 et divorce en 1999.
Darren Hayes vit actuellement à Londres avec Richard Cullen, son compagnon depuis 2004 avec qui il a contracté un partenariat civil en juin 2006 avant de l'épouser en juillet 2013 en Californie.
En 2017 il déclare au magazine Billboard qu'il bricole la musique dans son home studio avec une éthique de travail comparable à celle de Kate Bush. Il cite également Michael Jackson, Madonna et George Michael comme source d'inspiration depuis son enfance. Il sort de son absence de dix ans pour sortir son cinquième album, Homosexual, en 2022

## Discographie

### Albums studio
- 2002 - Spin
- 2004 - The Tension and the Spark
- 2007 - This Delicate Thing We've Made
- 2011 - Secret Codes and Battleships
- 2022 - Homosexual

### Singles
- 2002 : Insatiable (Spin)
- 2002 : Strange Relationship (Spin)
- 2002 : I Miss You (Spin)
- 2002 : Crush (1980 Me) (Spin)
- 2004 : Pop!ular (The Tension and the Spark)
- 2004 : Darkness (The Tension and the Spark)
- 2004 : Unlovable (The Tension and the Spark)
- 2005 : So Beautiful (Truly Madly Completely: The Best of Savage Garden)
- 2007 : Step into the light seulement remix pour clubs (This Delicate Thing We've Made)
- 2007 : On the Verge of Something Wonderful (This Delicate Thing We've Made)
- 2007 : Me, Myself and (I) (This Delicate Thing We've Made)
- 2007 : Casey (This Delicate Thing We've Made)
- 2011 : Talk Talk Talk (Secret Codes and Battleships)
- 2011 : Black Out The Sun (Secret Codes and Battleships)
- 2011 : Bloodstained Heart (Secret Codes and Battleships)
- 2012 : Stupid Mistake (Secret Codes and Battleships)
- 2022 : Let's Try Being in Love
- 2022 : Do You Remember?
- 2022 : Poison Blood
- 2022 : All You Pretty Things

### Autres Projets
WE ARE SMUG (avec Robert Conley)
- 2009 - We are Smug

### Tournées
- 2002 : Too Close for Comfort (Royaume-Uni, Australie, Japon)
- 2004 : Dark / Light Tour (Royaume-Uni)
- 2006 : A Big Night In with Darren Hayes (Royaume-Uni, Australie & Thaïlande)
- 2007 : The Time Machine Tour (Royaume-Uni, Australie)
- 2007 : Borders Tour (spectacles acoustiques à travers les États-Unis)

### Participations
- 1999 : Last Christmas (une reprise de Wham!) sur l'album Rosie Christmas de Rosie O'Donnell
- 2000 : O Sole Mio (duo avec Luciano Pavarotti) sur l'album Pavarotti & Friends for Cambodia and Tibet
- 2001 : What's Going On (une reprise de la chanson originale de Marvin Gaye) sur l'album All-Stars Tribute pour la lutte contre le SIDA.
- 2002 : Lift Me Up (Duo avec Olivia Newton-John) sur l'album (2) d'Olivia Newton-John
- 2004 : Une reprise de Strange Magic sur la B.O. du film Ella Enchanted

## Vidéographie
- 2006 : Too Close for Comfort: Tour Film (Live)
- 2006 : A Big Night in with Darren Hayes: Savage Garden and Solo Hits... With a Twist! (Live)
- 2008 : The Time Machine Tour (Live)
- 2008 : This Delicate Film We'Ve Made (12 vidéos animées)